# Марія Буйно-Арктова
Марія Ядвіга Буйно-Арктова, літературні псевдоніми Jagmin, Ciocia Mania, J. Brzostek (16 липня 1877 р. у Бжезінах біля Лодзі — 13 червня 1952 р. у Добжанові біля Седльца, похована на парафіяльному цвинтарі в Желішеві Підосцельному) — польська письменниця творів для дітей та юнацтва, редакторка дитячих журналів.

## Біографія
Марія була донькою Адольфа, збирача податків, і Валерії, уродженої Щуков. У неї було шестеро братів і сестер. До десяти років Марія навчалася вдома під опікою гувернантки.
Закінчила Маріїнський інститут у Варшаві, Вищі жіночі літературні курси ім. А. Баранецького в Кракові, іноземні мови вивчала за кордоном. Працювала в редакціях журналів для дітей і підлітків: «Moje Pisemko» (ред. у 1902—1936 рр., співред. з 1902 р., головна редакторка з 1905 р.), «Nasz Świat» (ред. у 1910—1915 рр.), «Rozwój» (1921) та «Małe Pisemko» (1928).
Дебютувала в 1890 р. віршем «При вигляді труни», надрукованим у журналі «Światełko» під псевдонімом Тітка Маня. Її перша книга «Джон Раскін та його погляди» була опублікована в 1901 році. Свої твори публікувала в редагованих нею журналах, хоча зазвичай під псевдонімами.
З серпня 1939 року жила в Добжануві біля Седльці. Вона купила його у 1927 році разом з чоловіком. Після війни комуністична польська влада конфіскувала майно Бжезіна. Також закрили видавництво Michał Arct, співвласником якого вона була і де видавала свої книги та журнал «Moje Pisemko». З 1947 року вона була членом Спілки польських письменників. Після посилення культурної політики в 1949 році вона піддавалася цензуруванню — її заборонили друкувати, а всі її книги вилучили з бібліотек. Лише після 1956 року було дозволено перевидання кількох назв.
Марія написала 67 книг для дітей і підлітків. Серед найвідоміших — Кішка Мама та її пригоди (з автобіографічними елементами) і Сонячне світло У її творчості можна виділити казки, оповідання, моральні романи, фантастичні романи, екранізації польських та іноземних творів. Здійснила 14 перекладів та обробок польських та іноземних літературних текстів (англійською, французькою, чеською).
Буйно-Арктова була найпліднішою письменницею для дітей та юнацтва міжвоєнного періоду. Її романи для дівчат були дуже популярні, напр. Кішку Маму та її пригоди до 1937 року відроджували сім разів. У 1930 році її науково-фантастичний роман Острів мудреців був опублікований у «Tygodnik Przygód i Dobrze» (1929—1930, № 1-40, перевиданий у 1990—1991 роках у видавництві «Альфа»). Серед інших науково-фантастичних творів — «Зелений божевільний» («Мій сценарій» 1933, № 1–53, окреме видання 1936) і «Дитя моря» («Мій сценарій» 1934, № 1–43, 45–52; окреме видання 1937)).
Похована на парафіяльному цвинтарі в Желішеві Подосцельному.

### Особисте життя
У 1901 році вона вийшла заміж за видавця Зигмунта Аркта (1871—1935). Вони мали трьох синів: Міхала молодшого (1904—1944), Збислава (1906—1990) та льотчика та письменника Богдана Аркта (1914—1973). У 1919 році увійшла до Найвищого комітету Польської конфедерації.

## Вибрана творчість
- 1901: Джон Раскін і його погляди
- 1902: Мишача норка (під псевд Тітка Маня)
- 1902: Нарциза Жміховська (Габріела) та її твори
- 1905: Кішка Мама та її пригоди
- 1906: На канікулах у Залессі
- 1908: Ґржеш із Свнока, історична повість з часів Владислава Ягелло (опрацювання за Крашевським)
- 1919: Казя «Велика»
- 1920: Сонячне світло
- 1922: Батьківщина
- 1922: Лицар Золотого Серця
- 1923: Колеги
- 1924: Гірський Дух, Гордий Смерек, Дух Бурі — гірські казки.
- 1924: Вільчисько (попередня дата 1923)
- 1925: Перли принцеси Майї
- 1927: Фіфінка, або Арабська пригода
- 1927: Вундеркінд
- 1929: Село щасливих (антид. 1928)
- 1929: Заклинання Баба
- 1929—1930: Острів мудрих
- 1931: Серця і серця
- 1933: Наша дитина
- 1934: На канікулах у Залессі
- 1935: Придворні музиканти
- 1936: Зелений божевільний (антид. 1935)
- 1937: Дитина моря (антид. 1936)
- 1938: Золота нитка (антид. 1936)
- 1939: Рис
- 1947: Кошеня у воронячому гнізді (під псевд. Jagmin)